# Angela Brodtka
Angela Brodtka, ou Angela Hennig-Brodtka née le 15 janvier 1981 à Guben, est une coureuse cycliste allemande. Elle s'est classée troisième de la Coupe du monde sur route de 2004, remportant l'une de ses manches, le Grand Prix de Castille-et-León. Le 28 juin 2010, elle décide de mettre un terme à sa carrière de cycliste et de se concentrer sur son travail au sein de la police fédérale.

## Palmarès
- 2001
  -  Médaillée d'argent du championnat d'Europe sur route espoirs
- 2002
  - 3e étape du Tour de Thuringe
- 2003
  - 7e étape du Tour de l'Aude
  - 4e et 7e étapes du Holland Ladies Tour
- 2004
  - Grand Prix de Castille-et-León
  - 10e étape du Tour de l'Aude
  - 1re étape du Ster Zeeuwsche Eilanden
  - 9e étape du Tour d'Italie
  - 1re étape secteur b du Tour de Toscane
  - 2e du Tour de Nuremberg
  - 2e du Rotterdam Tour
  - 3e de la Coupe du monde
  - 3e du championnat d'Allemagne sur route
- 2005
  - 3e étape du Tour de Thuringe
  - Tour de Bochum
  - 3e du championnat d'Allemagne sur route
- 2006
  - 1re étape du Tour de Thuringe
- 2007
  - 1re et 2e étapes du Krasna Lipa Tour
  - 3e du championnat d'Allemagne sur route
- 2008
  - Krasna Lipa Tour :
    - 4e étape
    - Classement général

  - 1re étape du Tour de Thuringe
  - 2e du Circuit Het Nieuwsblad 
  - 3e de l'Albstadt-Frauen-Etappenrennen
- 2009
  - 4e et 5e étapes du Tour de l'Ardèche
- 2010
  - 4e du Tour de l'île de Chongming

### Classements mondiaux
| Année          | 2000 | 2001 | 2002 | 2003 | 2004 | 2005 | 2006 | 2007 | 2008 | 2009 | 2010 |
| Classement UCI | 123e | 94e  | 36e  | 59e  | 9e   | 40e  | 53e  | 29e  | 28e  | 166e | 60e  |